# Медаль «Бойові заслуги» (Молдова)
Медаль «Бойові заслуги» — найважливіша державна медаль у Республіці Молдова. Одразу за нею в ієрархії пріоритету йде медаль «За трудову доблесть».
Медаллю «Бойові заслуги» нагороджується за мужність і героїзм, проявлені під час ведення бойових дій, захисту незалежності та суверенітету Республіки Молдова, забезпечення громадського порядку, захисту прав і свобод людини, за бездоганну військову службу.

## Опис

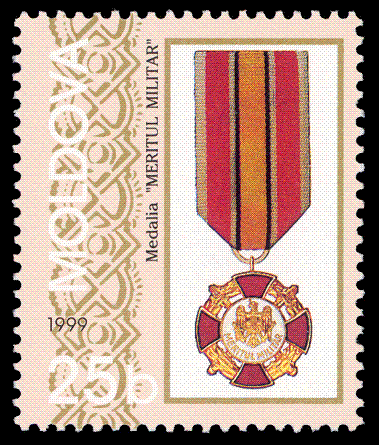
Зображення медалі «Бойові заслуги» на марці 1999 року

Медаль «Бойові заслуги» виготовлена з томпаку. Являє собою злегка опуклий хрест, покритий червоною емаллю. У центрі на поверхні рельєфного кола, покритого білою емаллю, розміщено рельєфне зображення Державного Герба. На нижньому боці надруковано напис «Meritul Militar» (Бойові заслуги). Хрест оточений рельєфним лавровим вінком. Знизу в колі виступають два схрещені мечі. Діаметр медалі 30 мм. Медаль скріплюється кільцем-заколкою, обтягнутим двосмуговою муаровою стрічкою (помаранчево-золотистої та білої). Ширина стрічки 25 мм.

## Нагороджені

### 1990-ті роки
1995 рік
- Софроні Каланча — полковник[2]
- Валеріу Чертан — підполковник[2]
- Юхим Донос — полковник[2]
- Анатолій Горіла — підполковник[2]
- Анатолій Мунтяну — підполковник[2]
- Володимир Пеньковський — підполковник[2]
- Свєтенко Володимир — підполковник[2]
- Юрій Уразов — полковник[2]
- Милашка Ігор — учасник бойових дій[3]
- Іон Мокану — учасник бойових дій[3]
- Борис Небоєнко — учасник бойових дій[3]
- Святослав Небурац — учасник бойових дій[3]
- Віталій Руссу — учасник бойових дій[3]
- Юрій Савчук — учасник бойових дій[3]
- Володимир Бачу — підполковник[4]
- Валеріу Барба — ад'ютант взводу[4]
- Павло Цимпоєс — взводний ад'ютант[4]
- Володимир Кожокарь — підполковник[4]
- Анатолій Губогло — полковник[4]
- Василе Джуравський — підполковник[4]
- Савін Віктор — підполковник[4]
- Віктор Трасковський — взводний ад'ютант[4]

1996 рік
- Анатолій Бантуш — начальник Республіканської школи сержантського складу міліції МВС[5]
- Ілля Макарі[6]
- Анатоль Мунтяну[6]
- Унтіла Павел Iон, підполковник авиации.

1997 рік
- Сергій Чебан — підполковник[7]
- Олег Деміров — майор[7]
- Валеріу Лаур — полковник[7]
- Віктор Макрінскі — полковник[7]
- Костянтин Руснак — полковник[7]
- Георге Ламбов — начальник відділу Чадир-Лунга Управління державної служби охорони МВС[8]
- Нікон Тома — старший інспектор Управління державної охорони МВС[8]
- Вороновський Іван — помічник чергового Управління Державної служби охорони МВС[8]
- Валеріу Чолаку — командир роти військової частини 1032 Управління військ карабінерів[9]
- Леонід Краєвський — уповноважений лінкомісаріату транспортної міліції Унгенського відділу внутрішніх справ на транспорті[9]
- Юрій Флоря — начальник служби Криміналістичного центру[9]
- Валеріу Панцуреак — інспектор взводу супроводу Республіканського батальйону дорожньої патрульної служби[9]
- Валеріу Ромашкан — начальник відділу поліції муніципалітету Бельці[9]

1998 рік
- Георге Міхай — керівник районного відділу Хинчешть Міністерства національної безпеки[10]
- Іон Урсу — перший заступник міністра національної безпеки[10]
- Анатоль Паскаль — співробітник Служби охорони та державної охорони[11]
- Віталіє Цуркан — солдат Національної армії[12]
- Сіміон Адам — полковник[13]
- Михайло Агатьєв — підполковник[13]
- Віктор Черней — підполковник[13]
- Михайло Дедю — підполковник[13]
- Віктор Ілащук — підполковник[13]
- Іон Мастак — полковник[13]
- Александру Мопан — полковник[13]
- Володимир Мунтян — підполковник[13]
- Іон Попруга — підполковник[13]
- Борис Сливца — полковник[13]
- Георге Урече — полковник[13]
- Ігор Заєць — спеціальність[13]
- Олександр Баранчук — начальник підрозділу МНБО[14]
- Іон Георгіу — лейтенант поліції[15]

### 2000-ті роки
2000 рік
- Веніамін Костішану — лейтенант поліції, командир роти[16]
- Штефан Лачі — лейтенант поліції, командир взводу[16]
- Микола Бабін — підполковник[17]
- Булай Віктор — підполковник[17]
- Міхай Карайя — полковник[17]
- Юрій Чебану — лейтенант[17]
- Тудор Колеснік — полковник[17]
- Тудор Грушевський — полковник[17]
- Ігор Харламов — капітан[17]
- Іон Савчук — полковник[17]
- Михайло Семенов — капітан[17]
- Віталі Стоян — майор[17]
- Іон Таргон — полковник[17]
- Борис Урсу — капітан[17]
- Валентин Вережан — генерал[17]
- Вергіліу Чобенас — майор поліції[18]
- Євген Гарабагіу — підполковник поліції[18]
- Валер'ян Гусєв — капітан міліції[18]
- Вадим Райлян — капітан поліції[18]

2001 рік
- Володимир Коваль[19]
- Александру Аворнік — полковник[20]
- Віктор Бордян — підполковник[20]
- Думітру Кожухарі — полковник[20]
- Михаїл Кутьє — підполковник[20]
- Іон Думітрашку — полковник[20]
- Ігор Гадирка — майор[20]
- Олег Петрачі — підполковник[20]
- Костянтин Арнауту — майор поліції[21]
- Анатолій Бодруг — старший офіцер поліції[21]
- Вячеслав Катранюк — майор поліції[21]
- Юрій Герчу — командир взводу поліції[21]
- Володимир Прегуза — підполковник міліції[21]

2002 рік
- Георге Кіріак — підполковник[22]
- Василе Драгомир — полковник[22]
- Пальма Юхим — взводний-ад'ютант[22]
- Володимир Змунчила — заступник начальника відділу Служби охорони та державної охорони[23]
- Валерій Євневич — генерал-лейтенант[24]
- Михайло Тищенко — капітан[25]
- Віталіє Букатарі — підполковник[26]
- Василе Сідіуак — полковник[26]
- Василе Заваті — капітан[26]
- Міхай Аврам — полковник поліції[27]
- Грігоре Кожокарі — підполковник поліції[27]
- Ștefan Mangîr — майор поліції[27]
- Іон Пірау — майор поліції[27]
- Василе Попеску — підполковник поліції[27]

2003 рік
- Дмитро Стародуб — полковник[28]
- Володимир Глігор — полковник[29]
- Володимир Мазіло — полковник[29]
- Деміан Мунтян — член Президії Ради організації ветеранів від Республіки Молдова[30]
- Андрій Бусунчан — лейтенант-майор[31]
- Віталіє Копту — лейтенант-майор[31]

2004 рік
- Євген Смирнов — начальник відділу Служби охорони та державної охорони[32]
- Александру Пінцарі — капітан поліції[33]
- Іон Варварюк — майор поліції[33]
- Юліан Генчіу — майор[34]
- Михайло Оларі — майор[34]
- Сергій Вікол — молодший сержант[34]
- Думітру Альказ — полковник[35]
- Олександр Шульга — підполковник[35]
- Валеріу Гнатюк — капітан поліції[36]

2005 рік
- Олег Мар'ян — підполковник міліції[37]
- Юрій Кирилов — командир взводу міліції[38]
- Василе Мірон — заступник офіцера поліції[38]

2006 рік
- Яків Голбан — оперативний черговий бригади міліції особливого призначення «Фульгер»[39]
- Анатолій Лунгу — капітан, заступник командира батальйону 3-ї мотопіхотної бригади[40]

2007 рік
- Петру Бирка — капітан поліції[41]
- Вячеслав Граждян — старший офіцер поліції[41]
- Роберт Чефер — капітан поліції[42]
- Валеріу Колца — майор поліції[42]
- Анатолій Гудумац — майор поліції[42]
- Іон Доценко — підполковник[43]

2008 рік
- Олександр Готянський — майор[44]
- Віктор Мараховський — капітан[44]
- Валентин Корлятяну — підполковник поліції[45]
- Віктор Терзі — майор міліції[45]
- Апостол Олексій — майор міліції[46]
- Іван Бузаджі — підполковник міліції[46]
- Сергій Капаплі — лейтенант поліції[46]
- Юрій Мокану — капітан поліції[46]
- Іон Козьма — лейтенант-майор[47]
- Микола Гербовей — полковник[47]
- Едуард Охладчук — підполковник[47]

2009 рік
- Михайло Олару — майор[48]
- Андрій Шарбан — полковник[48]

### 2010-ті роки
2010 рік
- Октавіан Мустецану — сержант взводу ад'ютанта поліції[49]
- Валеріу Рошка — капітан поліції[49]
- Віктор Мурзак — полковник запасу[50]
- Андрій Бульбан — майор[51]

2012 рік
- Жосан Віталій — ад'ютант взводу[52]
- Василь Оджога — майор-лейтенант[52]
- Іон Каліман — майор у запасі[53]
- Артем Маринов — підполковник запасу[53]
- Александру Балан — майор Служби розвідки та безпеки[54]
- Юрій Прікоп — підполковник Служби розвідки і безпеки[54]
- Георге Раковіца — майор Служби розвідки та безпеки[54]

2013 рік
- Олег Голич — полковник[55]
- Іліє Ботнарі — майор[56]
- Думітру Стойка — капітан[56]

2014 рік
- Павло Лісіль — начальник служби батальйону охорони[57]

2016 рік
- Єфім Мунтян — підполковник запасу Служби розвідки і безпеки Республіки Молдова[58]
- Анатолій Кройтору — майор Служби охорони та державної охорони[59]
- Анонім[60]
- Денис Брашовяну — майор[61]
- Анатолій Кастравець — майор[61]
- Олег Гулер — капітан[61]
- Сергій Маковей — підполковник[61]
- Ігор Морару — полковник[61]
- Ольга Вербенко — підполковник[61]

2017 рік
- Анонім[62]

2019 рік
- Бобок Іван — старшина взводу[63]
- Василе Макарі — підполковник[63]
- Віталі Відрашку — молодший сержант[63]